# Golden Diskó Ship

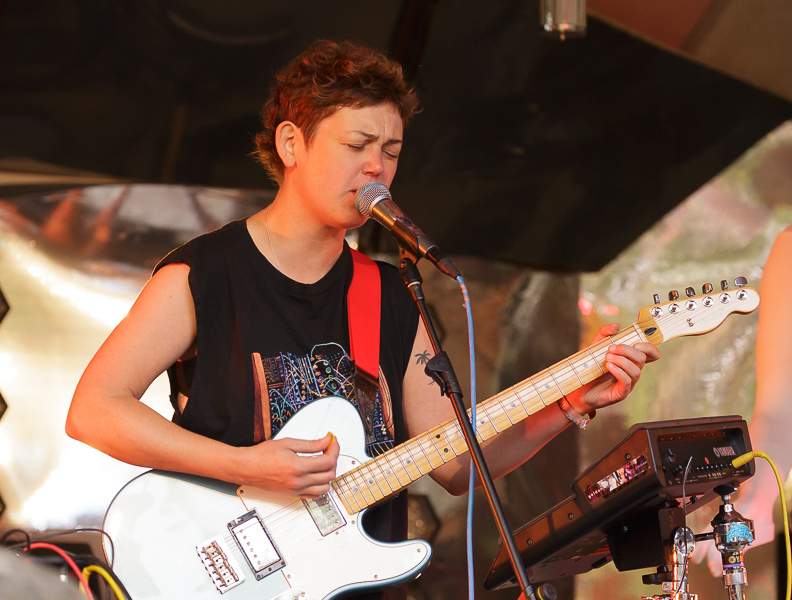
Golden Diskó Ship auf Plan:et C gamma (2021)

Golden Diskó Ship (eigentlich: Theresa Stroetges, * 5. Dezember 1982 in Viersen) ist eine deutsche Multiinstrumentalistin. Ihre Musik wird als „experimentelle Popmusik“ bezeichnet.
Theresa Stroetges studierte Musikwissenschaft, Skandinavistik und Sound Studies an der Universität der Künste Berlin. Ihr Debütalbum Prehistoric Ghost Party wurde im Studio der Krautrockband Faust aufgenommen. Zu vielen ihrer Songs drehte sie Videoclips, bei Live-Auftritten sind selbsterstellte Visuals zu sehen.
In weiteren Projekten ist sie bei der Psychedelic-Band Soft Grid und bei der Improvisationstruppe Epiphany Now zu erleben.

## Diskografie
- 2010: City Splits N°1 (mit Jasmina Maschina, Monika Enterprise)
- 2012: Prehistoric Ghost Party (Klangbad)
- 2014: Invisible Bonfire (Spezialmaterial)
- 2017: Imaginary Boys (Karlrecords)